# Jakubowice (gromada w powiecie namysłowskim)
Jakubowice – dawna gromada, czyli najmniejsza jednostka podziału terytorialnego Polskiej Rzeczypospolitej Ludowej w latach 1954–1972.
Gromady, z gromadzkimi radami narodowymi (GRN) jako organami władzy najniższego stopnia na wsi, funkcjonowały od reformy reorganizującej administrację wiejską przeprowadzonej jesienią 1954 do momentu ich zniesienia z dniem 1 stycznia 1973, tym samym wypierając organizację gminną w latach 1954–1972.
Gromadę Jakubowice z siedzibą GRN w Jakubowicach utworzono – jako jedną z 8759 gromad na obszarze Polski – w powiecie namysłowskim w woj. opolskim, na mocy uchwały nr VII/23/54 WRN w Opolu z dnia 4 października 1954. W skład jednostki weszły obszary dotychczasowych gromad Idzikowice, Jakubowice i Smarchowice Małe ze zniesionej gminy Wilków oraz Pawłowice Namysłowskie ze zniesionej gminy Głuszyna w tymże powiecie. Dla gromady ustalono 13 członków gromadzkiej rady narodowej.
Gromadę zniesiono 31 grudnia 1961, a jej obszar włączono do gromady Wilków w tymże powiecie.